# Ornithocephalus brachystachys
Ornithocephalus brachystachys är en orkidéart som beskrevs av Rudolf Schlechter. Ornithocephalus brachystachys ingår i släktet Ornithocephalus och familjen orkidéer. Inga underarter finns listade i Catalogue of Life.